# Geburtsstillstand
Geburtsstillstand ist ein fehlender Fortschritt bei einer Geburt, der sich über Stunden hinzieht. Über welchen Zeitraum sich der fehlende Fortschritt hinziehen muss, um von einem Geburtsstillstand zu sprechen, ist nicht eindeutig definiert. Nach der ACOG ist zu berücksichtigen, wie viele Kinder die Patientin bereits geboren hat (siehe Parität) und ob die Patientin eine Periduralanästhesie (PDA) bekommen hat. Dabei werden folgende obere Zeitgrenzen für die Austreibungsperiode angegeben:
- Erstgebärende:

- 3 Stunden mit PDA
- 2 Stunden ohne PDA

- Mehrgebärende:

- 2 Stunden mit PDA
- 1 Stunde ohne PDA

Daneben ist jedoch zu berücksichtigen, wie der fetale und mütterliche Zustand ist, ob eine Ursache für den Geburtsstillstand ersichtlich ist und ob der Patientin und dem Feten ein weiteres Zuwarten zugemutet werden kann.

## Ursachen
In der Eröffnungsperiode (der Muttermund öffnet sich nicht weiter):
- Wehenschwäche
- ein absolutes oder relatives Missverhältnis zwischen weiblichem Becken und fetalem Kopf
- Einstellungsanomalie
- Zervikale Dystokie

In der Austreibungsperiode (der Muttermund ist vollständig eröffnet, der Kopf tritt nicht tiefer):
- Sekundäre Wehenschwäche
- Ein großes Kind (Makrosomie)
- Missverhältnis zwischen Becken und fetalem Kopf
- Einstellungsanomalie
- Mangelnde Kooperationsfähigkeit der Patientin
- Periduralanästhesie und dadurch fehlender Pressdrang

Eine seltene Ursache ist eine Uterustorsion.